# خوسيه فيليكس كيروس
خوسيه فيليكس كيروس (بالإسبانية: José Félix Quirós)‏ (و. 1811 – 1883 م) هو سياسي من السلفادور .